# Ixora storckii
Ixora storckii là một loài thực vật có hoa trong họ Thiến thảo. Loài này được Seem. mô tả khoa học đầu tiên năm 1866.